# 里克·巴里
理查德·法蘭西斯·丹尼斯·貝瑞三世（英語：Richard Francis Dennis Barry III，1944年3月28日—），暱稱為里克·巴里（Rick Barry），生于新泽西州的伊丽莎白，美国前职业篮球运动员。被许多经验丰富的篮球专家认定为NBA最伟大的纯小前锋，他有着致命的外线能力、不可思议的篮球视角、良好的防守意识，还有一手诡异非正统从下往上抛投（俗称抛西瓜、端尿盆）但命中率颇高的罚球技术，生涯總計89.5%罰球命中率。

## 大学时期
巴里就读于邁阿密大學，在大学中他待了三个赛季。在这一期间巴里遇到了大学飓风篮球队教练布鲁斯·哈尔（Bruce Hale）的女儿帕姆·哈尔（Pam Hale）随后两人结了婚，1964-65赛季巴里的NCAA取得场均37.4分列联赛第一。由于篮球项目那个时候处于试行阶段所以巴里和飓风篮球队都没有参加NCAA锦标赛，他和蒂姆·詹姆斯是大学唯二进行球衣退役仪式的球员。

## 职业生涯
他是少数几位有能力以一己之力改变场上局面的球员。巴里打破了原有的打球模式，他是一位篮板好手同时也是全能的得分机器。巴里的职业生涯效力过NBA联盟的金州勇士及其前身旧金山勇士和纽约网队两支球队，在1965-66赛季至1978至79赛季他则在ABA联盟打球。 
巴里是NBA联盟在1996年评选出的NBA50大巨星之一，他也是历史上唯一一位夺得过NCAA、ABA 和 NBA联盟单赛季得分王的球员，也是创造单场50分的最年轻球员。1975年，他以每场平均30.6分带领金州勇士直落4局击败华盛顿子弹队夺得NBA总冠军。这也是勇士队西迁后的第一个总冠军。巴里以他锐利的得分和场上的带头作用被评为总决赛最有价值选手。
巴里是一个在比赛中全力以赴地完美主义者，有时对己对人都近乎苛求。他从不保留自己的观点，无论是队友、对手、裁判、教练甚至观众，他讲话总是直抒胸臆，一视同仁。为此经常招致朋友和对手的一致攻击和批评。

## 转播员生涯
巴里的解说非常具有洞察力，他是第一位职业篮球运动员成功转型成职业解说员的。当巴里还活跃在球场上的时候，他已经在为TBS电视网络解说，转型后开始在旧金山和CBS的NBA频道拥有自己的广播秀。
在1981年NBA总决赛第5场比赛，作为CBS分析员的巴里在CBS贴出同事比尔·拉塞尔在1956年奥运会美国篮球队时的旧照片时，说了一句极具争议的评论：「后排那个咧嘴笑得像大西瓜的家伙是谁？」
话一出口，就见摄像机镜头对准了球场的评论席，巴里仍然在笑着，而旁边的拉塞尔显得愠怒不悦，并且始终保持沉默。巴里的这个评论被认定为有着种族歧视的成分（拉塞尔是非洲裔美国人），那次事件后巴里就再也没有出现在CBS的赛季评论中。
作为TBS的解说员，巴里在解说1987年NBA灌篮大赛时将迈克尔·乔丹的一记扣篮称作“中国超人”。事后当问及这个作何解释时，他回答说:“因為籃框有點傾斜”。
尽管有着这些意外狀況，但巴里依然从事着解说工作，因为他有着丰富的球场知识和具有洞察力的专业球评，锋芒盖过了偶尔间无礼的口误。现在，他仍然是天狼星卫星广播的篮球相关节目主持。
最近巴里在2005年世界高尔夫长距离挥杆锦标赛中，取得了他所在分区的第二名。

## 生涯年代统计
- 新泽西与罗塞尔帕克高中(1957-61) 
  - 两次入选全州明星阵容
- 邁阿密大學 (1961-65)
  - 美联社 全美第一阵容 (1965)
  - 运动新闻杂志 全美第二阵容 (1965)
  - 评选为全美明星 (1965)
  - 全国NCAA得分王(37.4 ppg) 三年级
- NBA 旧金山勇士队 (1965-67) 
  - NBA最佳新人 (1966)
  - NBA得分王 1967年 (35.6 ppg)
  - ABA得分王 1969年 (34.0 ppg)
  - NBA罚球命中率第一 1973, 1975, 1976, 1978, 1979, 1980
  - ABA罚球命中率第一 1969, 1971, 1972
  - NBA全明星赛 MVP (1967)
- ABA 奥克兰橡树队 (1968-69)
- ABA 华盛顿国会队 (1969-70)
- ABA 纽约网队 (1970-72)
- NBA 金州勇士队 (1972-78) 
  - 全明星第二阵容 (1973)
  - NBA总决赛 MVP (1975)
- NBA 休斯敦火箭队 (1978-79)
- 1979年正式退役

## 篮球血统
里克·巴里有四个儿子，斯库特、德鲁、琼、布伦特，都曾是职业篮球运动员。
他的小儿子布伦特·巴里还帮助圣安东尼奥马刺队赢得过2005年和2007年的NBA总冠军，里克和布伦特成为NBA仅有的两对都夺得过NBA总冠军的父子球员中的第二对，第一对父子是老马特·古奥卡斯和小马特·古奥卡斯。